# Landsbykirker
|  | Denne artikel er oprettet af botten PalnaBot ud fra en ekstern database. Den kan derfor have sproglige fejl eller mangler. Denne skabelon kan fjernes efter kontrol af indholdet. |

Landsbykirker er en eksperimentalfilm instrueret af Jesper Fabricius efter Jesper Rasmussens manuskript.

## Handling
Forvrængede landsbykirker i religiøs ekstase. Poetisk kortfilm, der med usædvanlig stoflighed minder os om hvilke kvaliteter, der går tabt, når celluloid erstattes af digitale videobånd. Filmenes tekstur og urolige bevægelser er som penselstrøg i et maleri. I »Arkitektur« skabes med kornede sorthvide billeder et foruroligende og drømmeagtigt byunivers. I »Landsbykirker« er de gamle bygninger ved hjælp af en kopimaskine og lyden fra et usikkert orgel bragt til at danse omkring i billedfeltet. Jesper Fabricius er en af sin generations mest underfundige og kompromisløse filmkunstnere.